# Protestas en Jordania de 2011-2012
Las protestas en Jordania de 2011-2012 dieron comenzó el 7 de enero de 2011, cuando unos 200 trabajadores del sector público salieron a las calles a protestar por el creciente coste de vida en un pueblo al sur de la capital, Amán. Sin la participación de partidos políticos o sindicatos, el evento ni siquiera tuvo mención en los periódicos locales. Envalentonados por el levantamiento de Túnez y por las protestas de Egipto, las protestas callejeras improvisadas convirtieron el país en su propio "Día de Ira", con miles de jordanos en la calle. El 26 de enero, los Hermanos Musulmanes, uno de los mayores grupos de oposición en Jordania, instaron a los jordanos a salir a las calles durante esa semana para protestar contra el primer ministro Samir Rifai, las políticas económicas y la situación política en el país.
Estados Unidos aseguró que esperaba que Jordania aprobara una reforma para evitar protestas similares a la de Egipto.

## Antecedentes
La economía de Jordania está agobiada por un déficit récord de 2 mil millones de dólares este año. La inflación ha aumentado de un 1,5 por ciento al 6,1 por ciento en diciembre de 2010, y el desempleo y la pobreza se han convertido en males endémicos, estimándose en un 12 y 25 por ciento, respectivamente. El gobierno está acusado de empobrecer a la clase obrera con los impuestos represivos que obliga a pagar a los pobres, una mayor proporción de ingresos conlleva unos mayores impuestos. El parlamento está acusado de servir como un "sello de goma" para el Poder Ejecutivo.

## Protestas
Las protestas comenzaron el 14 de enero de 2011, mientras los manifestantes exigieron la renuncia de Samir Rifai, así como condiciones económicas. El 26 de enero, la Hermandad Musulmana, uno de los mayores grupos de oposición en Jordania, instó a los jordanos a raudales en las calles el 28 de enero para continuar las protestas contra el primer ministro Samir Rifai por la económicas y la situación política en el país.

### Invierno y primavera de 2011
Los manifestantes protestaron por el aumento de precios y exigieron la destitución del primer ministro y su gobierno, pero no han impugnado directamente el rey Abdalá II, la crítica de los cuales está prohibido en Jordania. Los manifestantes han sido pacíficos y no han sido confrontados por la policía. Hasta el momento no hay muertes, lesiones o disturbios reportados, sin embargo los líderes de las protestas, dicen que el rey no había tomado medidas importantes para abordar las revueltas y advirtieron que a menos que los verdaderos cambios se hacen, el descontento podría empeorar el rey Abdalá II, aliado clave de Estados Unidos, ha estado bajo presión de varios manifestantes, que incluyen una coalición de islamistas, los grupos seculares de oposición y generales retirados del ejército, todos estos, están llamando a importantes reformas políticas y económicas.
Ali Habashnah, uno de los generales retirados que desean reformas, dijo que el malestar se ha extendido a las zonas rurales dominadas por tribus beduinas. Estas tribus han sido un puntal tradicional de la monarquía. Era la primera vez que los beduinos se habían unido con otros grupos en las demandas de cambio.
El 28 de enero, tras las oraciones del viernes, 3.500 activistas de la Hermandad Musulmana, los sindicatos y las organizaciones comunistas y de izquierda exigieron que Rifai dimita como primer ministro y que haya control en aumento de precios, la inflación y el desempleo. Hubo manifestaciones en Amán y otras seis ciudades. Miles de personas salieron a las calles de la capital, Amán, así como varias otras ciudades queriendo el cambio.

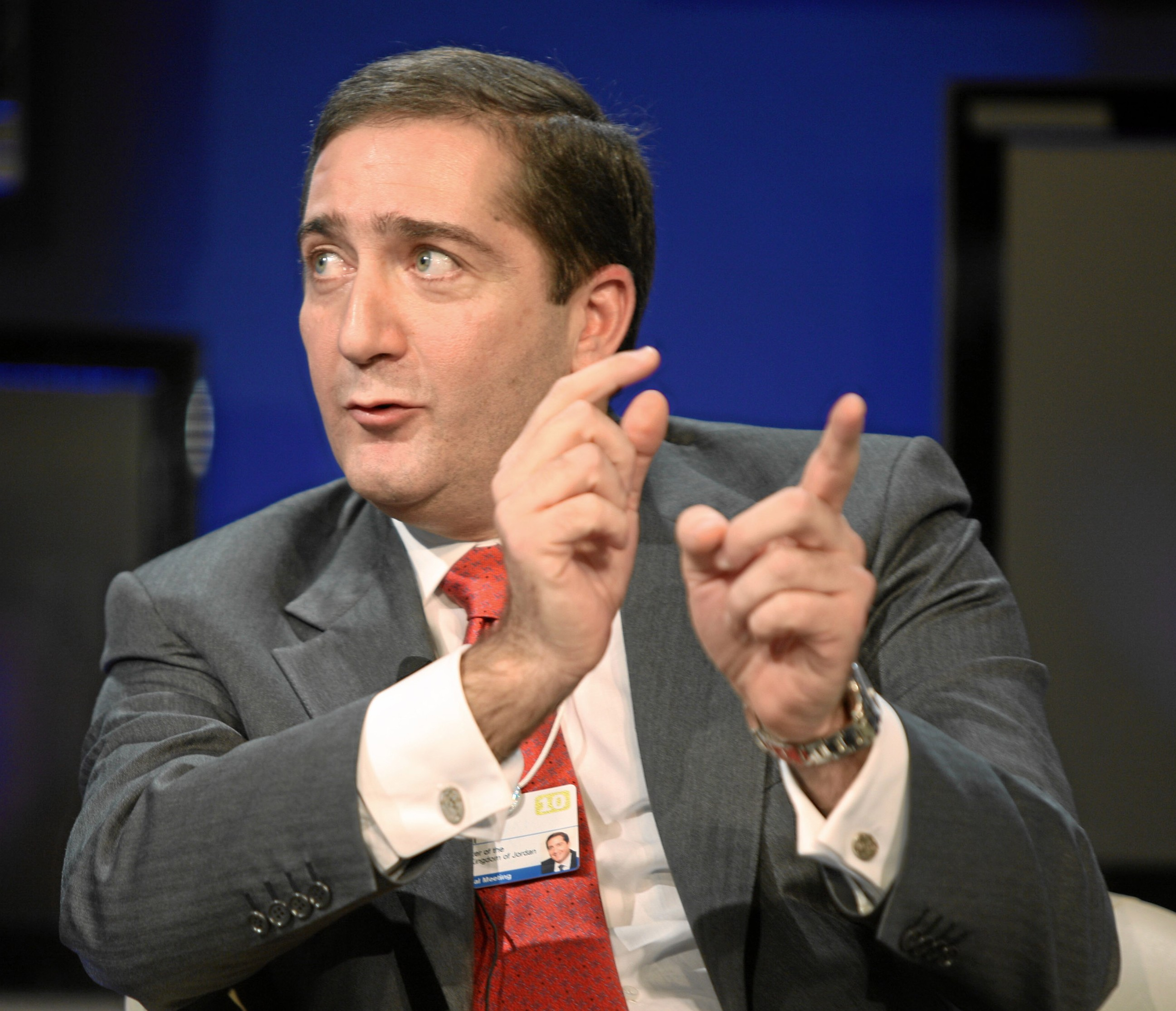
Samir Rifai, primer ministro de Jordania la inicio de las protestas.

El 2 de febrero, las manifestaciones continuaron en la demanda de que el Abdullah II despida a Rifai. Hamza Mansour, uno de los líderes de la Hermandad Musulmana de Jordania, exigió elecciones para elegir a otro primer ministro. Dijo que Al-Bakhit no cree en la democracia. El día después de que el rey Abdullah se reuniera con los líderes de la Hermandad Musulmana en el palacio real, en un intento de calmar las tensiones en el país; el 4 de febrero, cientos de personas, incluyendo miembros de grupos de izquierda y de la Hermandad Musulmana, se congregaron frente a la oficina del Rifai a exigir reformas políticas y económicas y la disolución del parlamento. Luego marcharon hacia la embajada de Egipto en apoyo de los manifestantes contra el gobierno de Hosni Mubarak.
El 18 de febrero, los manifestantes que se reunieron en el centro de Amán para exigir una reforma política, se han enfrentado con un pequeño grupo de partidarios del gobierno que los testigos afirman ver manifestantes atacar con palos y piedras, antes de que la policía restableciera el orden. También dijeron que cerca de 2.000 manifestantes, en su mayoría jóvenes unidos por los sindicalistas y otros, salieron a las calles después de las oraciones en la mezquita Husseini, aunque otros informes dijeron que el número era de 300.
Entre 7000 y 10.000 manifestantes salieron a las calles de Amán el 25 de febrero, siendo las mayores protestas hasta el momento. El Frente de Acción Islámica, junto con 19 otros partidos políticos, llamó a las revueltas.
En la primera semana de marzo, en contra del gobierno los manifestantes continuaron en grupos de la oposición pidiendo mayores libertades políticas tales como una monarquía constitucional.
El 24 de marzo, Al Jazeera informó de que alrededor de 500 manifestantes, principalmente estudiantes universitarios y licenciados en paro políticamente independientes han puesto en marcha un campamento de protesta en la plaza principal de la capital para presionar la demanda de la destitución del primer ministro, tildando a Rifai de insuficientemente reformista, y pedían mayores libertades públicas. Otras demandas incluyen la disolución del parlamento, que es visto como demasiado dócil, el desmantelamiento del departamento de inteligencia y dar mayores poderes a las personas, entre ellas una nueva ley u elecciones más proporcional. La oposición de Jordania también quiere despojar al rey de parte de sus poderes, específicamente en la designación del primer ministro, ya que desea que el primer ministro elegido por el voto popular. 
El 25 de marzo, se produjeron enfrentamientos entre partidarios del rey y los manifestantes, más de 2000 acamparon en el Círculo de Gamal Abdel Nasser. La policía limitó a los partidarios del gobierno a trasladarlos a la plaza y empezaron a tirar piedras. 100 personas resultaron heridas, la mayoría con heridas en la cabeza, mientras que dos personas han sido asesinados. Sin embargo, al día siguiente en una conferencia de prensa, el comandante de la seguridad pública, el teniente general Hussein Al-Majali confirmó que hubo una sola muerte, con 62 civiles heridos y 58 policías heridos, incluyendo un general de brigada y un teniente coronel. Un informe forense confirmó que no había signos de ninguna lesión, y que el paciente realmente murió de un colapso circulatorio secundario a la crónica de la enfermedad isquémica del corazón. En la misma conferencia de prensa, Al-Majali también confirmó que 8 civiles y 17 policías seguían recibiendo tratamiento en el hospital, y también hizo hincapié en que los policías estaban completamente desarmados y que interferían solo para salvar las vidas de las personas sea cual sea su punto de vista político. El mismo día de los enfrentamientos, miles de personas reunidas en jardines al oeste de Amán para expresar la lealtad y la fidelidad al rey, con canciones nacionales y ondeando banderas jordanas y llevando fotos del monarca.
El 1 de abril, cerca de 400 policías fueron desplegados a cientos separados de los partidarios del gobierno y activistas pro-reforma se celebran sus encuentros rivales fuera de las oficinas municipales, en Amán.
El 15 de abril, más de 2.000 jordanos salieron a las calles en todo el país exigiendo una mayor representación política, con la mitad de ellos movilizados en Amán, inmediatamente después de las oraciones. Además, una multitud de unos pocos cientos de islamistas se enfrentaron con un grupo algo más reducido de partidarios de la monarquía en Zarqa. Ocho civiles y 83 policías quedaron heridos, entre ellos cuatro en estado crítico.

### Verano y otoño de 2011
El 13 de junio, la comitiva del rey Abdalá II fue atacada con piedras y botellas por los manifestantes en la ciudad de Tafileh , aunque esto fue desmentido más tarde por un funcionario real, afirmando que fueron recibidos con entusiasmo. Un indicio es que este era en realidad un estallido de violencia entre el Darak (Gendarmería de Jordania) y manifestantes desempleados. El alcalde de la localidad logró repeler a los manifestantes para que no que su ciudad no se vea mal, los manifestantes respondieron con piedras y botellas vacías.

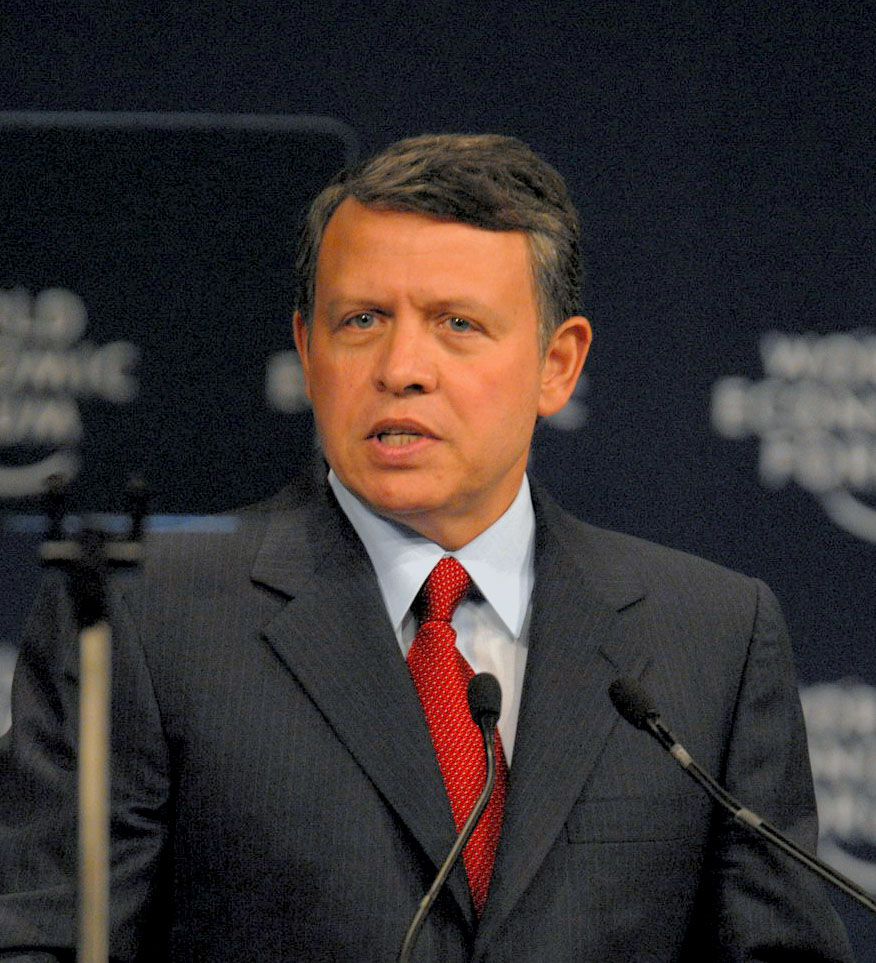
Abdalá II, actual Rey de Jordania desde 1999.

El 17 de junio, grupos de jóvenes y activistas empezaron a protestar pidiendo mayores reformas, y que el reino se ha despedido por 2-3 años, incluyendo la elección de un primer ministro y el gabinete.
Un brote de violencia nació empañado por las protestas en Amán el 15 de julio, con la policía golpeando a periodistas y manifestantes por igual. La Dirección de Seguridad Pública ofreció una respuesta mixta, aceptando toda la responsabilidad por la violencia y la indemnización a los periodistas que sufrieron lesiones o daños al equipo, pero culparon a los manifestantes de las hostilidades.
Un corresponsal de Al Jazeera que cubría una revuelta el 20 de julio, notificó una reacción mixta frente a las fuerzas de seguridad de manera que maneje la situación, señalando que mientras la policía y los gendarmes actuaban frente a los manifestantes con rapidez y eficacia para evitar los enfrentamientos entre manifestantes pro-reformistas y los partidarios del gobierno, pero no hizo nada para prevenir el acoso verbal y la intimidación de los del primer grupo de leales vocales.
En Amán, el 29 de julio, alrededor de 3.000 activistas de la Hermandad Musulmana en la manifestación levantaron sus manos derechas y juraron continuar las protestas pacíficas hasta que sus demandas de reforma política en el reino se cumplan.
El 14 de agosto, se produjeron enfrentamientos entre partidarios del gobierno y los manifestantes pro-reformistas en una protesta callejera en Karak después de la medianoche.
Después de una pausa en septiembre, las protestas comenzaron de nuevo el 7 de octubre, cuando el ex primer ministro Ahmad Obeidat llevó más de 2000 personas en una marcha fuera de la Gran Mezquita de Husseini en el centro de Amán. También hubo marchas en las ciudades de Carca, Tafileh, Maan, Jerash y sal.
Hubo una marcha (Parte de la Movilización mundial del 15 de octubre de 2011) que se celebró en la ciudad norteña de Salhub, que se encuentra a 50 kilómetros (32 millas) de la capital Amán. Allí atacaron a los manifestantes, arrojando piedras y disparando sus armas al aire. Al menos 35 personas resultaron heridas y 27 vehículos dañados en el incidente. Al día siguiente, un memorándum firmado por 70 de los 120 legisladores se presentaron al palacio real exigiendo que el primer ministro y el gabinete sean despedidos. Para sorpresa de la oposición en el país, el rey casi de inmediato cumplimiento, nombrando Awn Shawkat Al-Khasawneh para encabezar el nuevo gobierno al día siguiente.

### Segundo de invierno de 2011
Disturbios tuvieron lugar en las varias ciudades y pueblos a mediados de noviembre de 2011, sobre todo en Ramtha, que duraron tres días y fue provocado por la muerte bajo custodia de Najem Azaizeh, que continuó en forma intermitente por semana y los pueblos de Qatraneh y Jafr. Gran parte del Gobierno de la capital de Amán fue arrestado por la corrupción.
En diciembre, hubo protestas en Amán, y disturbios en las ciudades del noreste de Mafraq y Qatraneh. El 24 de diciembre, los manifestantes se reunieron afuera de la oficina del primer ministro para protestar por el tratamiento de las protestas por las fuerzas de seguridad el día anterior en Mafraq.

### Noviembre de 2012

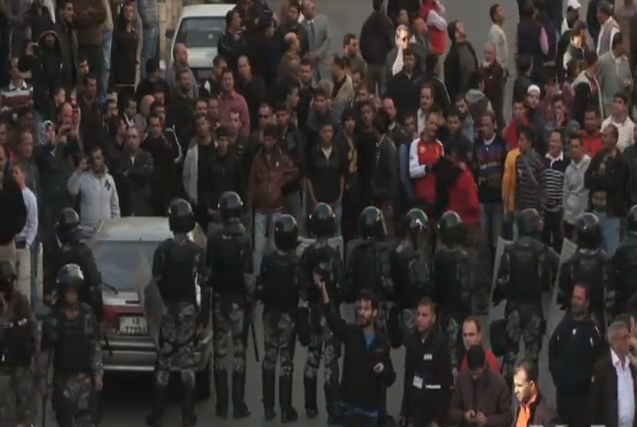
Cordón policial intentando mantener la situación bajo control

Luego de la subida del precio del combustible, el 14 de noviembre se desataron multitudinarias manifestaciones en las calles de Jordania. El 16 de noviembre los manifestantes reclamaron por primera vez desde el comienzo de la primavera Árabe la caída de Abdalá II, amenazando la estabilidad de la monarquía. Más de 10.000 jordanos -islamistas, militantes de izquierda y miembros de movimientos juveniles en su mayoría- desafiaron a las autoridades y ocuparon los alrededores de la Gran Mezquita Huseini de Amán tras la oración del mediodía, donde un fuerte despliegue policial impidió que los manifestantes se acercasen al palacio real, situado a unos ocho kilómetros.
El 23 de noviembre miles de personas se manifestaron luego de la decisión gubernamental de incrementar el precio de la gasolina de 90 octanos en un 15% y del diésel y el keroseno en un 33% y el gas se encuentra a la expectativa. Esta es la novena jornada de protestas, y la ciudad de Irbid se ha convertido en el foco de atención de las manifestaciones. Hasta el 26 de noviembre han sumado 107 los detenidos durante la ola de protestas antimonarquicas, iniciándose un juicio contra tres miembros del Frente de Acción Islámica por incitación a la violencia, lo que es un claro mensaje para otras fuerzas compatibles en el reino hachemita.
Los más de 240,000 refugiados sirios podrían empeorar la crisis, por lo que el rey Abdalá II pidió a la ONU un plan de contingencia ante dicha situación. El líder opositor jordano, presidente del Frente Nacional por la Reforma y ex-primer ministro Amhad Obeidat aseguró que las demandas de la manifestación convocada para el viernes 30 de noviembre solo se dirigirán a pedir reformas y no a llamar al derrocamiento de la monarquía.

### Diciembre de 2012
El 3 de diciembre, El rey jordano, confirmó que las elecciones parlamentarias en ese país se celebrarán el próximo 23 de enero, como estaba previsto, pese al boicot anunciado por fuerzas de la oposición y a las crecientes protestas sociales en las calles.